# Pristimantis celator
Pristimantis celator är en groddjursart som först beskrevs av Lynch 1976.  Pristimantis celator ingår i släktet Pristimantis och familjen Strabomantidae. IUCN kategoriserar arten globalt som nära hotad. Inga underarter finns listade i Catalogue of Life.